# جو إيفرز
جو إيفرز (بالإنجليزية: Joe Evers)‏ هو لاعب كرة قاعدة أمريكي، ولد في 10 سبتمبر 1891 في تروي في الولايات المتحدة، وتوفي في 4 يناير 1949 في ألباني في الولايات المتحدة.

## وصلات خارجية
- جو إيفرز على موقعبيزبول رفرنس.كوم (الدوري الرئيسي) (الإنجليزية)
- جو إيفرز على موقعبيزبول رفرنس.كوم (الدوري الثانوي) (الإنجليزية)